# حافظه دفتر یادداشت
حافظه دفتر یادداشت (انگلیسی: (SPM) ScratchPad Memory)، همچنین به عنوان دفتر یادداشت (scratchpad)، رم (حافظه) دفتر یادداشت یا حافظه محلی در اصطلاحات کامپیوتر، یک حافظه داخلی سرعت بالا است که برای نگداری موقت محاسبات، داده‌ها، و عملیات دیگر در حال اجرا استفاده می‌شود. با اشاره به یک ریزپردازنده (واحد پردازش مرکزی) ,scratchpad به یک مدار حافظه مخصوص با سرعت بالا که برای نگهداری اطلاعات کوچک برای بازیابی سریع استفاده می‌شود، اشاره دارد. این حافظه شبیه از لحاظ اندازه و استفاده به یک دفتر یادداشت در زندگی است: یک مجموعه از کاغذها برای یادداشت‌های اولیه، طرح‌ها یا نوشته‌ها، و غیره.
این حافظه را می‌توان شبیه به حافظه نهان L1 در نظر گرفت که در آن، نزدیکترین حافظه ای است به واحد محاسبه و منطق پس از ثبات‌های پردازنده و با دستورالعمل‌های صریح و اختصاصی برای انتقال داده‌ها به حافظه اصلی یا از حافظه اصلی، که اغلب مبتنی بر استفاده از انتقال داده DMA است. در مقایسه با یک سیستم که از حافظه‌های نهان(cache) استفاده می‌کند، یک سیستم با این حافظه‌ها(scratchpad)، یک سیستم با تاخیرهای حافظه دسترسی غیریکپارچه است، زیرا تاخیرهای دسترسی به انواع مختلف این حافظه و حافظه اصلی تفاوت دارد. یک تفاوت دیگر که یک سیستم از حافظه‌های نهان استفاده می‌کند، این است که این حافظه معمولاً یک کپی از داده‌ها را ندارد که در حافظه اصلی ذخیره شده‌اند.
Scratchpadها برای ساده‌سازی منطق ذخیره‌سازی نهان(caching) استفاده می‌شوند و برای تضمین اینکه یک واحد می‌تواند بدون درگیری حافظه اصلی در یک سیستم با استفاده از پردازنده‌های چندگانه کار کند، به خصوص در سیستم چند پردازنده‌ای سیستم بر تراشه(multiprocessor system-on-chip) که برای سیستم‌های نهفته هستند. آنها عمدتاً برای ذخیره‌سازی نتایج موقت (همان‌طور که در پشته CPU یافت می‌شوند) مناسب می‌باشند و معمولاً نیازی به درخواست دادن به حافظه اصلی نیستند. با این حال هنگامی که توسط DMA تغذیه می‌شود، می‌توانند به جای یک حافظه نهان برای بررسی وضعیت حافظه اصلی آهسته‌تر، استفاده شوند. مسائل مربوط به مکان مرجع در رابطه با کارایی استفاده می‌شود؛ اگر چه بعضی از سیستم‌ها اجازه دسترسی به DMA را برای دسترسی به مجموعه داده‌های مستطیلی می‌دهند. یکی دیگر از تفاوت این است که scratchpadها به صراحت و به صورت مستقیم توسط برنامه‌ها دستکاری می‌شود. آنها ممکن است برای برنامه‌های بی درنگ مفید باشند، در حالی که زمان‌بندی قابل پیشبینی توسط رفتار حافظه نهان مانع می‌شده‌است.
Scratchpadها در پردازنده‌های mainstream desktop استفاده نمی‌شوند، زیرا برای سامانه موروثی که از نسل به نسل به کار می‌روند، عموماً لازم است که حجم حافظه موجود در تراشه قابل تغییر باشد.. آنها بهتر در سیستم‌های نهفته به کار برده بشوند مثل پردازنده‌های خاص منظوره و کنسول‌های بازی، جایی که تراشه‌ها اغلب به عنوان MPSoC تولید می‌شوند که نرم‌افزار اغلب به یک پیکربندی سخت‌افزاری تنظیم می‌شود.

## نمونه‌هایی از کاربرد
- Fairchild F8 در سال ۱۹۷۵ شامل ۶۴ بایت scratchpad بود.
- Cyrix 6x86 تنها پردازنده x86 دسکتاپ است با یک scratchpad اختصاصی را در اختیار دارد.
- SuperH، که در کنسول‌های Sega مورد استفاده قرار می‌گیرد، می‌تواند cachelineها را به یک آدرس خارج از حافظه اصلی برای استفاده به عنوان یک scratchpad قفل کند.
- PS1 R3000 سونی در عوض یک حافظه L1 دارای یک scratchpad است. در اینجا می‌توان پشته CPU را جایگزین کرد، نمونه ای از کاربرد فضای کاری موقت.
- پردازنده کمکی(coprocessor) موازی Adapteva's Epiphany برای هر هسته حافظه‌های محلی در نظر می‌گیرد، متصل شده توسط شبکه درون یک تراشه، با قابلیت DMA بین آنها و ارتباطات خارج از تراشه (احتمالاً به DRAM). معماری اش شبیه سلول سونی است، به جز اینکه تمام هسته‌ها می‌توانند به‌طور مستقیم با scratchpadهای یکدیگر متصل شوند و پیام‌های شبکه را از دستورالعمل‌های load/store استاندارد ارسال کنند.
- سونی PS2 Emotion Engine شامل ۱۶ کیلوبایت scratchpad که مشخص می‌کند به یا از کدام DMA انتقال داده بشود و می‌تواند به GS و حافظه اصلی صادر شود.
- سلولهای SP محدود به کار در حافظه محلی خود هستند، با تکیه بر DMA که برای انتقال از / به حافظه اصلی و بین حافظه‌های محلی، بسیار شبیه یک scratchpad هستند. در این راستا، مزیت اضافی ناشی از فقدان سخت‌افزار این است که برای بررسی و به روز رسانی انسجام بین حافظه‌های نهان گوناگون است: این طراحی از این فرض سود می‌برد که هر فضای کاری پردازنده جدا و خصوصی است. انتظار می‌رود این مزیت قابل توجه تر شود زیرا تعداد پردازنده‌ها در آینده "many-core" مقیاس می‌شود. با این حال، به دلیل حذف برخی از منطقهای سخت‌افزاری، داده‌ها و دستورالعمل‌های برنامه‌های کاربردی در SPEها باید از طریق نرم‌افزار مدیریت شود حتی اگر کل کار در SPE نمی‌تواند در حافظه محلی متناسب باشد.[۲][۳][۴]
- بسیاری از پردازنده‌های دیگر اجازه می‌دهند که خطوط ذخیره‌سازی L1 قفل شوند.
- اکثر پردازنده‌های سیگنال دیجیتال از یک scratchpad استفاده می‌کنند. بسیاری از شتابدهنده‌های 3D گذشته و کنسول‌های بازی (از جمله PS2) از DSPها برای تبدیل‌های راسی استفاده کرده‌اند. این روش با رویکرد مبتنی بر جریان که در GPUهای مدرن، که اشتراک‌های زیادی با عملکردهای حافظه نهان CPU دارد، متفاوت است.
- NVIDIA ۸۸۰۰ GPU (تحت اجرا CUDA)، ۱۶ کیلوبایت scratchpad (NVIDIA آن را «حافظه به اشتراک گذاشته شده» می‌نامد) در هر thread-bundle زمانی که برای وظایف GPGPU استفاده می‌شود، فراهم می‌کند. Scratchpad همچنین در بعد از Fermi GPU استفاده شده‌است(GeForce 400 Series).[۵]
- تراشه PhysXَ از Ageia شامل می‌باشد یک رم scratchpad در یک حالت شبیه به Cell است؛ نظریه آن بیان می‌کند که یک سلسله مراتب حافظه با استفاده کمتر از فیزیک و محاسبات برخورد و تصادم، برخوردار است. این حافظه‌ها نیز ذخیره می‌کنند و یک سوئیچ بین آنها انتقال می‌دهد.
- پردازنده نایت لندینگ اینتل ۱۶ گیگابایت MCDRAM که می‌تواند به عنوان یک حافظه پنهان یا حافظه scratchpad پیکربندی شود یا به برخی از حافظه نهان و بعضی از حافظه‌های scratchpad تقسیم بشوند.
- Movidius Myriad 2، یک واحد پردازش بینایی، به عنوان یک معماری چند هسته ای با یک scratchpad بزرگ چند منظوره به سازمان یافته شده‌است.

## جایگزینها

### کنترل حافظه نهان در مقابل scratchpadها
بعضی از معماریها مانند PowerPC، برای اجتناب از نیاز به قفل کردن cacheline یا scratchpadها از طریق استفاده از دستورالعمل‌های کنترل حافظه، تلاش می‌کنند. علامتگذاری یک قسمت از حافظه با «Data Cache Block: Zero» (تخصیص یک خط اما تنظیم کردن محتویات آن به صفر به جای خواندن از حافظه اصلی) و بعد از استفاده، دور انداختن آن («Data Cache Block: Invalidate»، نشان می‌دهد که حافظه اصلی هیچ داده به روز رسانی شده را دریافت نمی‌کند) حافظه پنهان ساخته شده تا به عنوان scratchpad رفتار کند. عمومیت در آن نگهداری می‌شود که این‌ها نکات هستند و سخت‌افزارهای زیربنایی بدون توجه به اندازه واقعی حافظه پنهان به درستی کار می‌کنند.

### Shared L2 در برابر سلول حافظه‌های محلی
با توجه به ارتباطات پردازشگر در یک تنظیم چندگانه، شباهت بین DMA بین حافظه محلی سلولی و یک پیکربندی پنهان L2 مشترک مانند Core 2 Duo اینتل یا Xbox 360's custom powerPC وجود دارد: حافظه L2 به پردازنده‌ها اجازه می‌دهد که نتایج را، بدون آن نتایجی که به حافظه اصلی مربوط هستند، به اشتراک بگذارد. این می‌تواند یک مزیت باشد که در آن مجموعه کاری برای یک الگوریتم شامل کل کش L2 می‌شود. با این حال، زمانی که یک برنامه برای استفاده از DMA بین حافظه محلی نوشته شده‌است، Cell از هر یک از حافظه‌های محلی استفاده می‌کند که هدف آن هم فضای کاری خصوصی برای یک پردازنده واحد و نقطه به اشتراک گذاری بین پردازنده‌ها است؛ به عنوان مثال، سایر حافظه‌های محلی در مقیاس مشابه از یک پردازنده به عنوان حافظه کش L2 مشترک در یک تراشه معمولی دیده می‌شوند. برای مصالحه در اتلاف حافظه در بافر و پیچیدگی برنامه‌نویسی برای هماهنگی کرد، هرچند این به صفحات پیش ذخیره شده در یک تراشه معمولی شباهت دارد. دامنه‌هایی که از این قابلیت استفاده می‌کنند عبارتند از:
- پردازش خط لوله(pipeline) (که در آن یک اثر مشابه با افزایش حجم کش L1 با تقسیم یک کار به تکه‌های کوچکتر)
- گسترش مجموعه کار، به عنوان مثال، یک نقطه شیرین برای مرتب‌سازی ادغام که در آن داده‌ها در داخل ۲۵۶×۸ کیلوبایت قرار دارد
- آپلود کد مشترک، مانند بارگذاری یک قطعه کد به یک SPU، سپس آن را از آنجا به سایرین کپی کنید تا از بازگشت دوباره به حافظه اصلی جلوگیری شود

برای یک پردازنده معمولی می‌توانید مزایای مشابه با دستورالعمل‌های کنترل کش را بدست آورید، به عنوان مثال، اجازه دادن prefetching به L1 با دور زدن L2، یا یک نشان خروج که نشان دهنده یک انتقال از L1 به L2، اما رجوع به حافظه اصلی؛ با این حال، در حال حاضر هیچ سیستمی این قابلیت را در یک فرم قابل استفاده ارائه نمی‌دهد و چنین دستورالعمل‌ها باید انتقال صریح داده‌ها بین مکان‌های حافظه نهان که توسط هر هسته استفاده می‌شود، منعکس کند.